# Rasa de Montconill
La Rasa de Montconill és un torrent afluent per l'esquerra del Barranc de la Vila que realitza tot el seu recorregut pel terme municipal de Biosca.
Neix a l'estrem nord-oriental del terme municipal, a 325 m. al sud de la masia del Folch. De direcció predominant cap a ponent, desguassa al seu col·lector a ponent del Mas d'Huguets.

## Xarxa hidrogràfica
La seva xarxa hidrogràfica, que també transcorre íntegrament pel terme municipal de Biosca, està constituïda per 11 cursos fluvials la longitud total dels quals suma 11.293 m.